# Watertoren (Schimmert)
De watertoren van Schimmert, bijgenaamd de Reus van Schimmert, is een 38 meter hoge watertoren in Schimmert in gemeente Beekdaelen in de Nederlandse provincie Limburg. De watertoren ligt in de kern van Schimmert, bij het kruispunt Torenstraat/Hagensweg/Achter Schimmert/De Bockhofweg. De toren dateert uit 1927 en werd ontworpen door architect Jos Wielders die zich liet inspireren door de architectuur van de Amsterdamse School.
Boven in de toren bevond zich tot de Tweede Wereldoorlog een restaurant: "Oranje Restaurant". De toren is in de jaren 70 en 90 van de 20e eeuw en recentelijk eind 2008 opgeknapt. Sinds 29 mei 1997 heeft de toren de status rijksmonument. WML (Waterleiding Maatschappij Limburg) heeft de toren in 2015 verkocht aan de Schimmertse ondernemer Nico Eurelings.
In 2021 opende "De Reusch", waarin, op verschillende verdiepingen, een winkel, een restaurant, een proeflokaal, een brouwerij, een smaaktheater en een uitzichtpunt zijn gesitueerd.

## Gegevens
- start van de bouw in 1926, oplevering in 1927
- bouwkosten: 85.000 gulden
- aannemer firma: Muyres & Zonen uit Sittard
- hoogte: 38 meter
- hoogste punt: 178 meter NAP
- 2 trappenhuizen met 156 treden elk (tot de bovenste verdieping)
- betonnen vlakbodemreservoir met een inhoud van 1150 kubieke meter
- reservoir doorsnede: 13,5 meter, diepte: 7,9 meter

## Trivia
- De videoclip voor het nummer Entertain You! van Within Temptation is deels opgenomen in de watertoren.

## Fotogalerij

de watertoren van verschillende kanten bezien
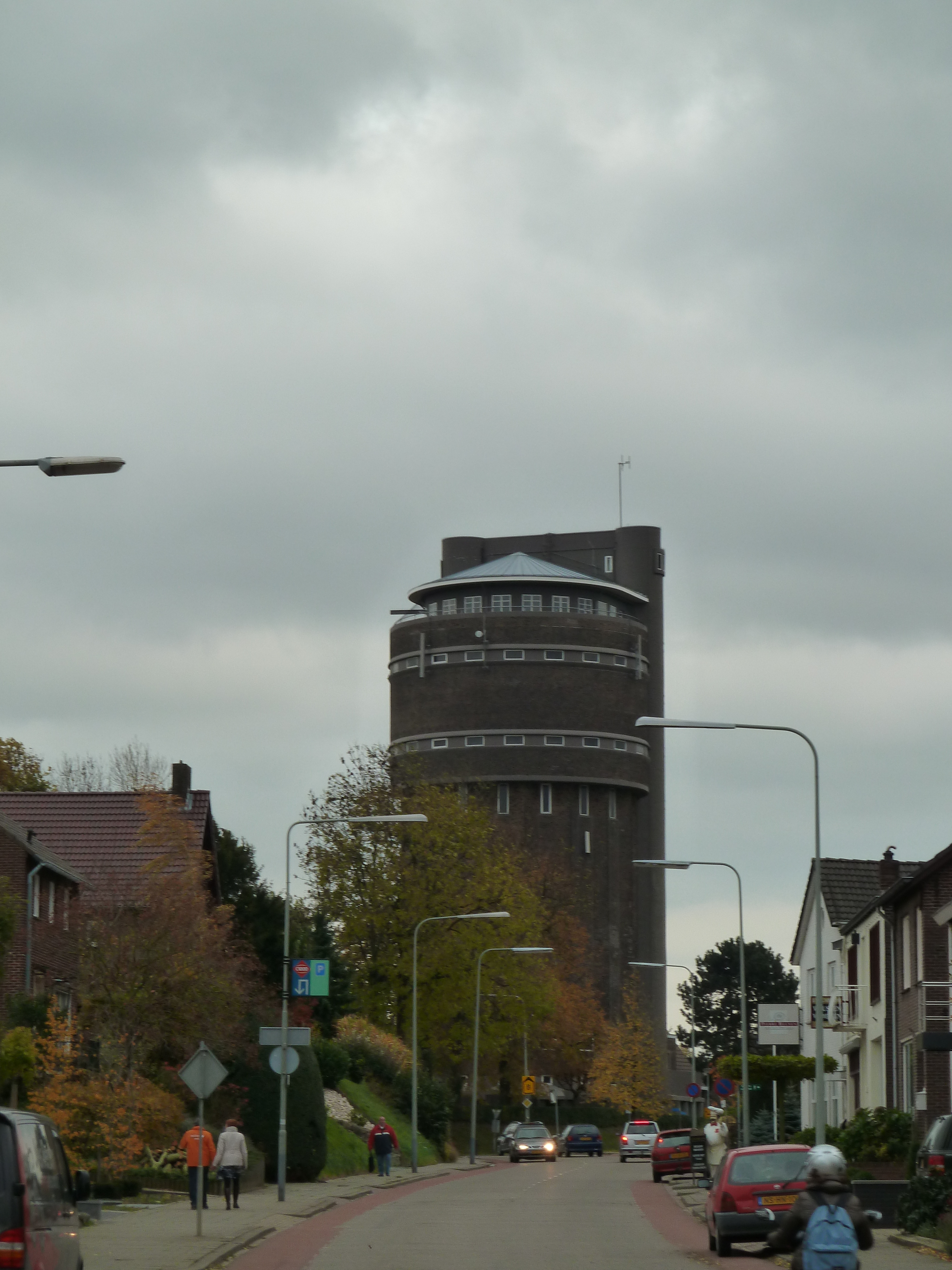
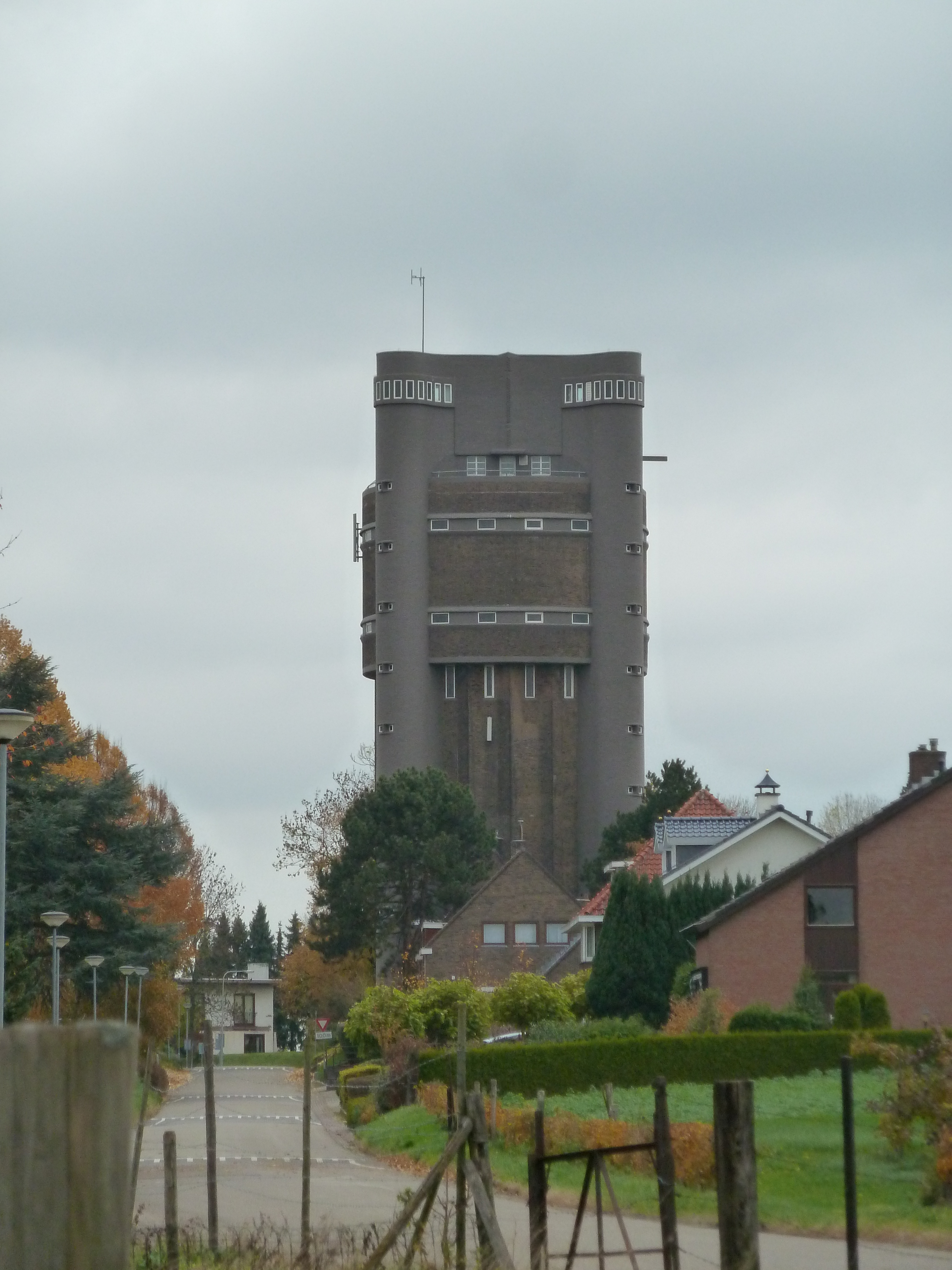
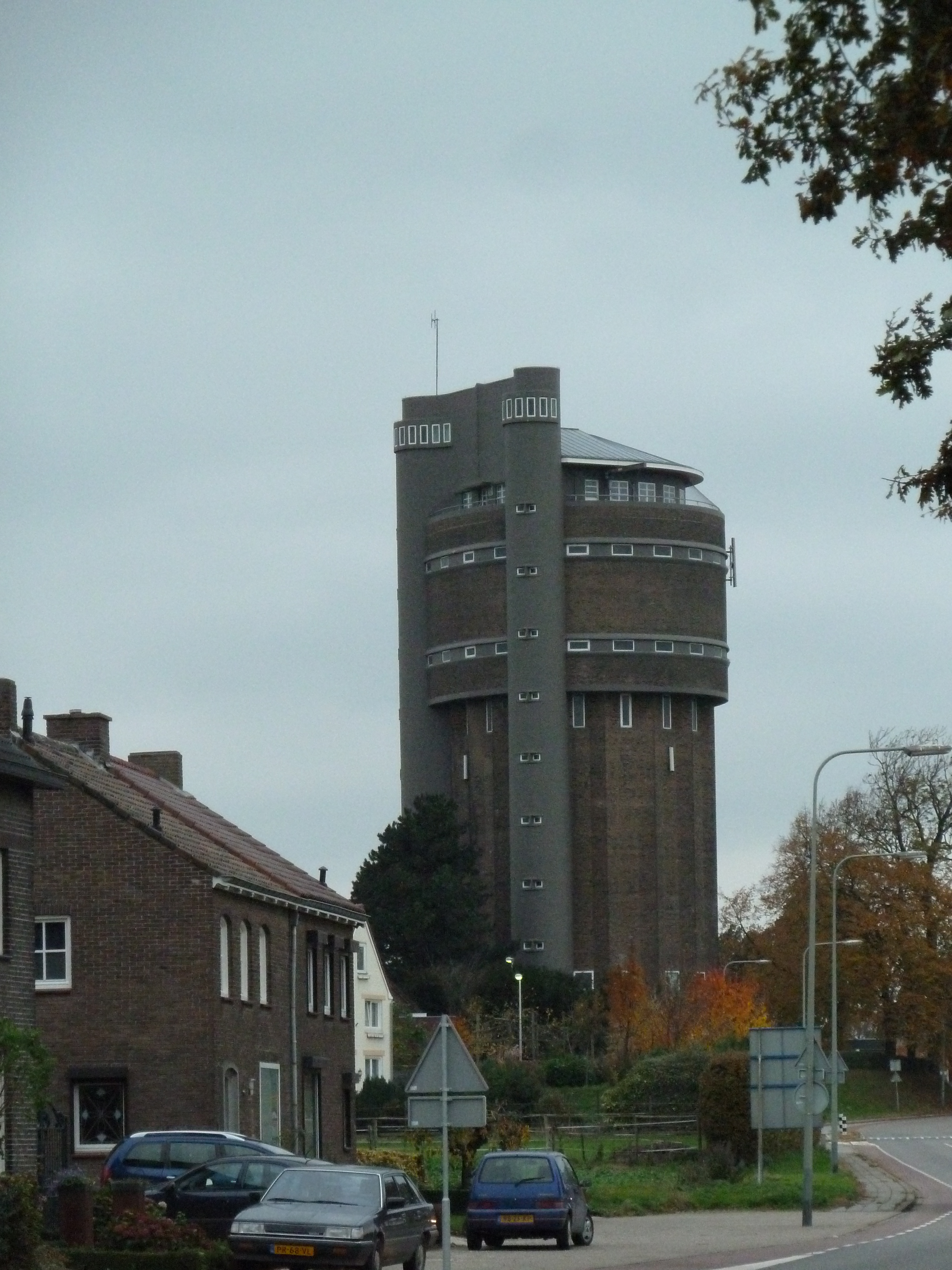

Brunssum ·
Heerlen
(Heerlerbaan ·
Oranje Nassaumijnen ·
Vrieheide) ·
Maastricht ·
Rimburg ·
Roermond
(Oude ·
Nieuwe) ·
Schimmert ·
Simpelveld ·
Stramproy ·
Tegelen
(Steijl ·
Egypte) ·
Venlo